# تراكم (جيولوجيا)

التقارب المحيطي - القاري: الشروط المطلوبة لتراكم الصفائح

التراكم، في الجيولوجيا، هو عملية تضاف من خلالها المادة إلى صفيحة تكتونية أو كتلة أرضية . قد تكون هذه المادة عبارة عن رواسب أو أقواس بركانية أو جبال بحرية أو قشرة محيطية أو غيرها من الملامح النارية.

## وصف
يشمل التراكم إضافة مادة إلى صفيحة تكتونية. عندما تصطدم صفيحتان تكتونيتان، تنزلق إحدى الصفيحتين تحت الأخرى، وهي عملية تعرف باسم الاندساس. إن الصفيحة التي تم اندساسها، تطفو على الغلاف الموري وتضغط ضد الصفيحة الزائدة الأخرى. غالبًا ما يتم كشط الرواسب في قاع المحيط من الصفيحة المندسة. هذا يؤدي إلى تراكم الرواسب ككتلة من المواد تسمى إسفين التراكمي (المنشور التراكمي)، الذي يعلق نفسه على الصفيحة العليا. قد تصطدم أقواس الجزر البركانية أو الجبال البحرية بالقارة، ولأنها من المواد الخفيفة نسبيًا (أي منخفضة الكثافة) فلن يتم اندساسها في كثير من الأحيان، ولكن يتم إضافتها إلى جانب القارة.

## تراكم الصفيحة
تتشكل الصفائح القارية من صخور مختلفة بشكل ملحوظ عن الصخور التي تشكل قاع المحيط. يتكون قاع المحيط عادة من صخور بازلتية ذات كثافة أعلى من الصفائح القارية. في الأماكن التي حدثت فيها تراكم الصفائح، قد تحتوي الكتل الأرضية على صخور بازلتية كثيفة تشير عادة إلى الغلاف الصخري المحيطي.
هذه العملية تحدث حيثما تصطدم الصفيحات. توجد العديد من الأمثلة حول حافة المحيط الهادئ، بما في ذلك الساحل الغربي لأمريكا الشمالية والسواحل الشرقية لنيوزيلندا وآسيا . يُعد مجمع نانكاي التراكمي في اليابان، والنتوء الجبلي باربادوس في منطقة البحر الكاريبي، ونتوء البحر المتوسط، والتجمع الفرنسيسكاني في كاليفورنيا، أمثلة محددة على الأوتاد التراكمية.